# Tropidurus etheridgei
Tropidurus etheridgei — вид ігуаноподібних ящірок родини Tropiduridae. Мешкає в Південній Америці. Вид названий на честь американського герпетолога Річарда Емметта Етеріджа.

## Поширення і екологія
Tropidurus etheridgei мешкають на південному сході Болівії, в Бразилії, в західному Парагваї і в Аргентині. Вони живуть в сухих тропічних лісах, саванах і сухих тропічних лісах Гран-Чако, трапляються в садах.